# Fundación DENAES
La Fundación DENAES (acrónimo de «Defensa de la Nación Española») es una fundación privada española fundada en 2006, con domicilio estatuario en Los Corrales de Buelna (Cantabria) y domicilio social actual en Madrid.
Tiene como objetivo recuperar e impulsar desde la sociedad civil el conocimiento y la reivindicación de España, de su realidad histórica, política, social y cultural.
Está vinculada con el partido político Vox, cuyo dirigente Santiago Abascal es su actual secretario y fue su presidente hasta 2014.
Fue fundada por el empresario Ricardo Garrudo y atrajo a figuras como al filósofo Gustavo Bueno, el presidente de Convivencia Cívica Catalana Francisco Caja, el sociólogo Amando de Miguel o el historiador Fernando García de Cortázar, además de políticos como Gabriel Cisneros o Alejo Vidal-Quadras.
Denaes se querelló contra el actor Pepe Rubianes por sus palabras escatológicas contra España en TV3 en 2006 y denunció ante el juez la pitada al himno nacional por parte de las aficiones del F. C. Barcelona y del Athletic Club en 2009. En ambos casos, las denuncias fueron infructuosas: en el caso contra Rubianes, fueron archivadas hasta en dos ocasiones por distintos juzgados, y en el caso de la pitada al himno fue inadmitida a trámite en auto judicial posteriormente ratificado por la Audiencia Nacional, al considerarse tal gesto como un acto de crítica amparado por el derecho constitucional a la libertad de expresión.

## Premios Españoles Ejemplares
Entregó durante cinco años los "Premios Españoles Ejemplares" a personas y/o entidades que se hayan distinguido por su aportación a la sociedad española en cinco modalidades distintas: Virtud cívica, deporte, periodismo, arte y humanidades, y actividad profesional.
| Premios Españoles Ejemplares |                                       |                    |                  |                                |                                                      |
| Edición/Año                  | Virtud cívica                         | Deporte            | Periodismo       | Arte y humanidades             | Actividad profesional                                |
| I/2007                       | Regina Otaola                         | Sevilla FC         | Carlos Herrera   | Albert Boadella                | Ricardo Benedí                                       |
| II/2008                      | Fundación Universitaria San Pablo CEU | Nike               | El gato al agua  | Juan Carlos Pérez de la Fuente | Air Berlin                                           |
| III/2009                     | Ciudad de Santander                   | Carlos Sainz       | Libertad Digital | Gregorio Salvador              | Antonio Lamela                                       |
| IV/2010                      | -                                     | Vicente del Bosque | El Mundo         | Agustín Ibarrola               | -                                                    |
| V/2011                       | -                                     | Nico Terol         | -                | Orquesta y Coro Filarmonía     | Carlos Espinosa de los Monteros y Bernaldo de Quirós |